# St. Andreas (Oberacker)

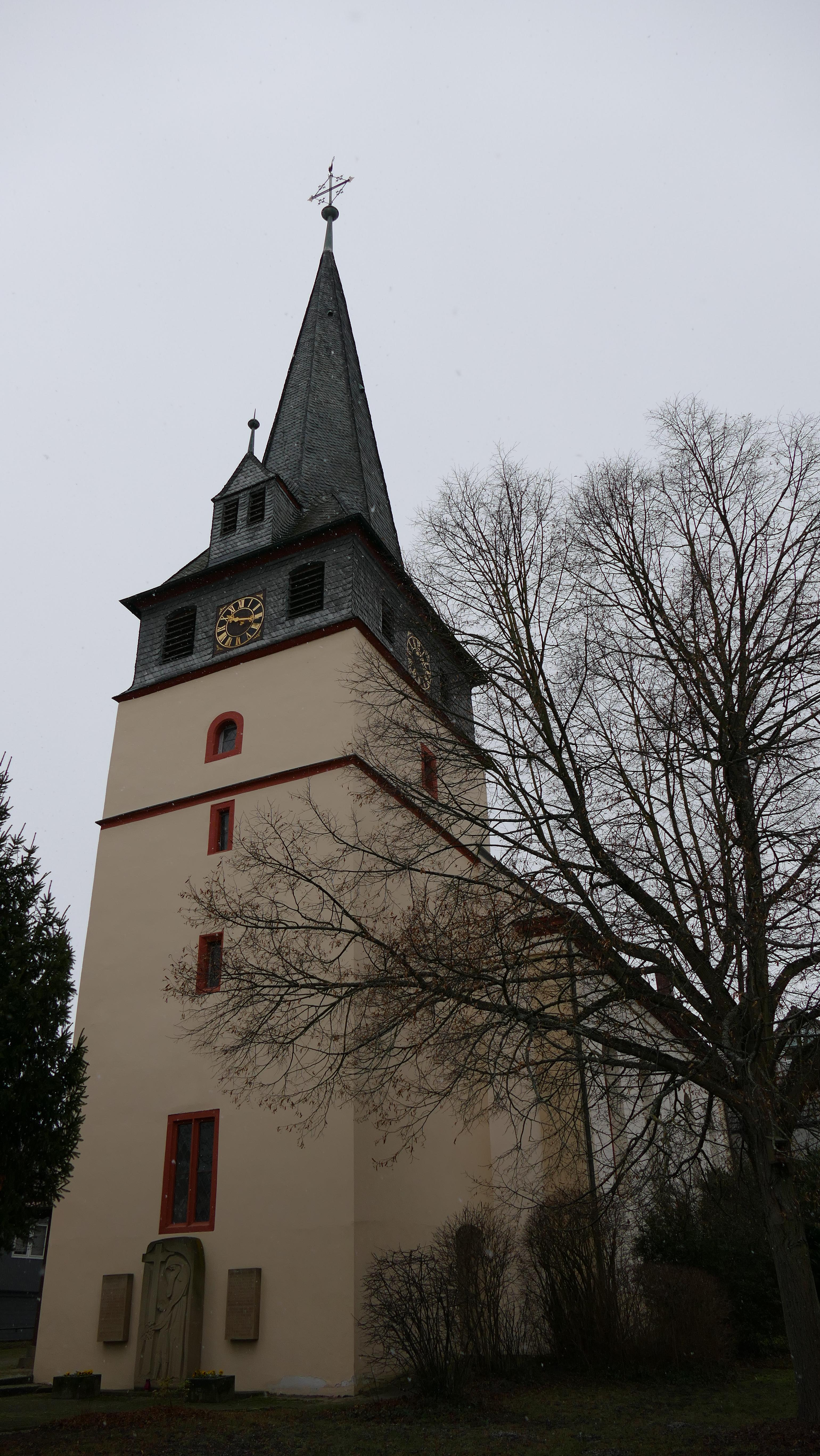
St. Andreas in Oberacker

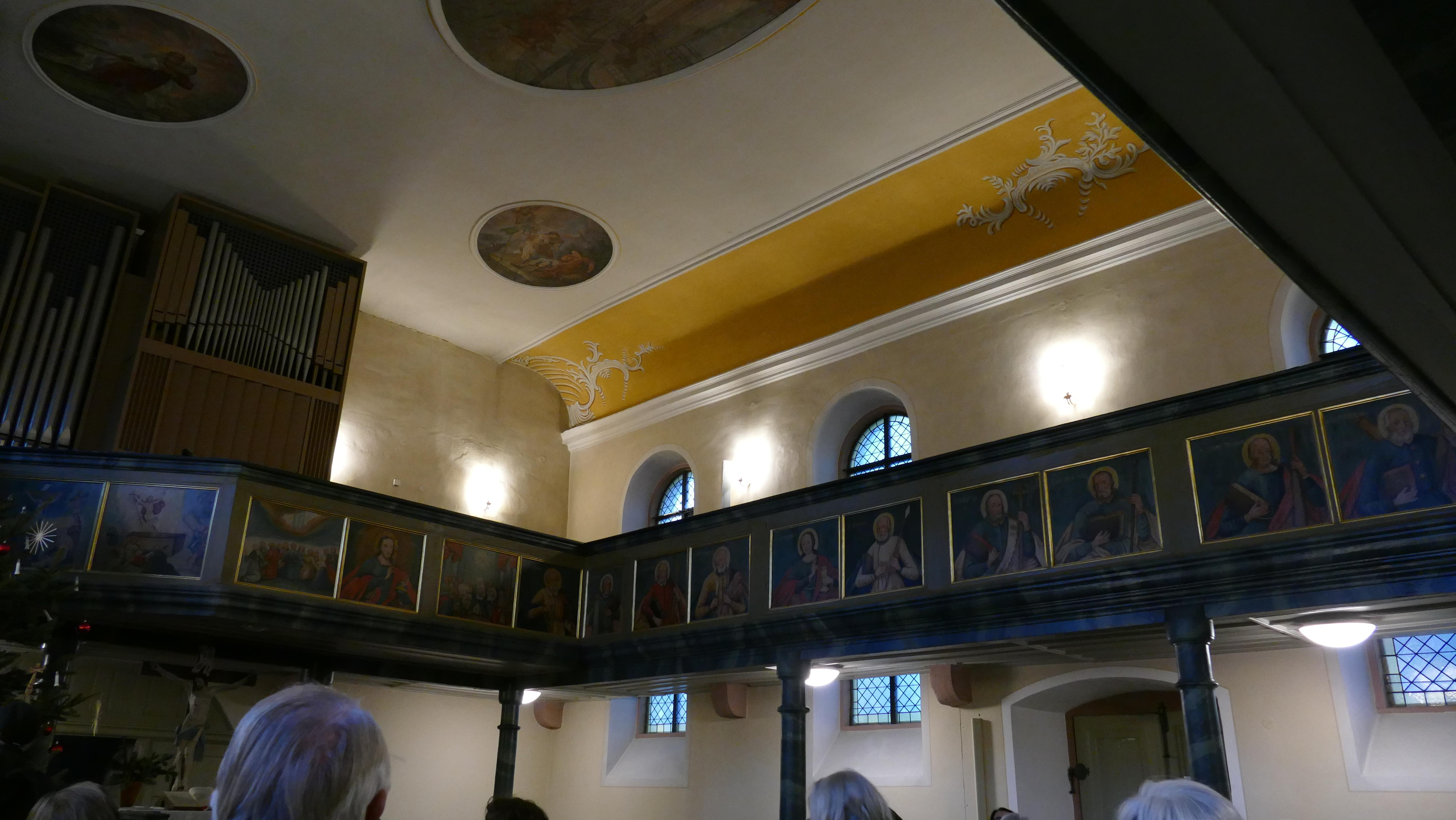
Innenansicht

Die evangelische Pfarrkirche St. Andreas steht in Oberacker, einem Stadtteil von Kraichtal im Landkreis Karlsruhe in Baden-Württemberg. Das Bauwerk ist beim Landesamt für Denkmalpflege Baden-Württemberg als Baudenkmal eingetragen. Die Kirchengemeinde gehört zum Kirchenbezirk Bretten-Bruchsal der Evangelischen Landeskirche in Baden.

## Beschreibung
Die Saalkirche besteht aus einem Langhaus, das 1770/71 nach Westen an den im 14. Jahrhundert errichteten Chorturm angebaut wurde. Dabei wurde der Fußboden im zur Sakristei umgenutzten Erdgeschoss des Chorturms erhöht. Der Chorturm wurde um ein mit Schiefer bekleidetes Geschoss für die Turmuhr und den Glockenstuhl erhöht und mit einem achtseitigen schieferbedeckten Knickhelm bedeckt. 
Die Fresken in der Sakristei aus der Mitte des 15. Jahrhunderts und vom Anfang des 16. Jahrhunderts wurden im Laufe der Jahrhunderte übertüncht und erst 1909 wiederentdeckt. Die Deckenmalereien im Langhaus blieben erhalten. Die 1883 durchgeführten Übermalungen der aus der Mitte des 18. Jahrhunderts stammenden Tafelbilder an den Brüstungen der Emporen und der Kanzel wurden erst 1964 wieder beseitigt.